# Суха Лохвиця
Суха́ Ло́хвиця —  село в Україні, у Чорнухинській селищній громаді Лубенського району Полтавської області. Населення становить 21 осіб. До 2018 орган місцевого самоврядування — Білоусівська сільська рада.
Станом на вересень 2010 року село, як населений пункт зникло.

## Географія
Село Суха Лохвиця знаходиться на лівому березі річки Лохвиця, нижче за течією на відстані 2,5 км розташоване село Білоусівка.